# Heather Stevens
Heather Stevens est un personnage du feuilleton Les Feux de l'amour. Elle a été interprétée par plusieurs actrices, dont Vail Bloom de 2007 à avril 2010 et 2023 à 2024 puis par Eden Riegel d'avril 2010 à février 2012 et par Jennifer Landon, fille de Michael Landon de juin à octobre 2012.

## Son histoire

### Enfance
Elle est la fille de Paul Williams et April Stevens. Paul l'a eue très jeune et ne se sentait pas à l'époque capable de l'assumer. Il les a donc quittées toutes les deux. En 1993, Heather arrive à Genoa quand sa mère tente d'échapper à Robert Lynch, son second mari devenu mentalement instable. Elle le tue alors qu'il tentait de l'agresser et décide de retourner à New York sans avoir dit à Heather que Paul était son père.

### Retour à Genoa
En 2007, alors que Will Bardwell est gravement malade, Heather revient à Genoa pour le remplacer. À la mort de William, Heather reste en ville. Peu de temps plus tard, après le drame de ClearSprings, Paul avoue à Heather qu'elle est sa fille. Heather supporte mal que Paul l'ait abandonnée pendant toutes ces années. Finalement, ils réussissent à s'entendre et développent une vraie relation père-fille.
Heather s'attaque ouvertement à Victor quand son faux-journal intime est publié. Elle essaie à plusieurs reprises de le faire arrêter pour le meurtre de Ji Min Kim. Victor la prévient de ne pas se dresser contre lui sinon elle le paiera cher. Et effectivement, Victor réussit à lui faire perdre son emploi. Heather veut donc quitter la ville mais son père la dissuade de le faire. Elle l'écoute, se fait engager chez Jabot et commence une liaison avec Adam.
Lorsque la vérité éclate sur l'identité du véritable meurtrier de Ji Min Kim, Paul manœuvre et réussit à lui faire récupérer son travail d'assistante du District Attorney. De plus, sa relation avec Adam évolue puisqu'ils se fiancent. Mais, en 2009,  elle apprend qu'Adam, avec la complicité de Jack, a fait un faux-journal intime de Victor. Elle est contrainte de l'arrêter. Il est libéré et assigné à domicile. Heather décide quand même de rester avec lui car elle l'aime. Malheureusement, elle le quitte au bout d'un moment quand on lui apprend qu'Adam a couché avec son avocat Rafe.
En 2010, Heather, toujours célibataire depuis sa rupture avec Adam, couche avec William qui cherche des infos pour écrire sur Adam dans Style et Effervescence. Elle développe une attirance envers son collègue, l'inspecteur Chance Chancellor, qui se trouve être en couple avec Chloé. En juin, quelqu'un place une bombe dans sa voiture. Elle se retrouve donc bloquée mais sera finalement sauvée par Chance. Le procureur Pomerantz décide de nommer Chance garde du corps d'Heather, ce qui est loin de plaire à Chloé qui vient de demander Chance en mariage.
Le 25 juin (épisode diffusé en France le 23 janvier 2014 sur TF1), le procureur Pomerantz nomme un partenaire pour Chance en la personne du détective Ronan Malloy. Très rapidement, Chance et elle soupçonnent Ronan d'être mêlée à une affaire de drogue entre prisonniers et policiers corrompus. Leurs doutes se confirment le 15 juillet (épisodes diffusés en France les 11 et 13 février sur TF1) après avoir trouvé dans l'appartement d'Heather un mouchard, ce qui a permis a Ronan d'entendre les plans qu'ils avaient pour démasquer ces policiers, mais aussi leurs ébats puisqu'ils ont couché ensemble un peu plus tôt. Heather avertit le procureur des doutes qu'elle a envers Ronan. Pour confondre Ronan aux yeux de leurs supérieurs, Heather et Chance décident de le piéger en prétextant qu'ils vont parler de l'affaire dans le magazine de William, dans l'appartement d'Heather pour que Ronan l'entende. Effectivement, Ronan vient au rendez-vous pour les empêcher de parler mais accompagné de son supérieur. Ronan réussit à faire croire qu'il voulait empêcher Chance de parler d'éléments confidentiels dans le magazine de son oncle. Chance est donc destitué de l'enquête. Il menace Ronan mais celui-ci lui fait comprendre qu'il le tient avec son aventure avec Heather.
Ronan devient le nouveau garde du corps d'Heather, cependant elle n'a aucune confiance en lui tout comme son père. Et lorsque Chance se fait arrêter pour possession de drogue, Heather et Chance accusent ouvertement Ronan d'avoir piégé Chance. Ronan leur balance leur liaison à la figure, devant leurs supérieurs. Chance se retrouve suspendu, sans arme ni plaque. Heather fait part de ses convictions à Paul, Christine, Chloé et Nina et celle-ci menace Ronan, sans savoir qu'il est en fait son fils enlevé à la naissance et vendu à un couple par Rose DeVille. Plus tard dans la journée, quand elle voit Paul mettre un coup de poing à Ronan en compagnie d'Heather, Christine se retrouve contrainte de donner leur donner une explication : Ronan n'est pas un flic corrompu, au contraire, il enquête sous couverture sur ce trafic de drogue et il doit protéger Heather. Quant à elle, elle est là parce que l'affaire est remontée à son service. Heather et Paul n'en reviennent pas. Le soir venu, Heather se fait gifler par Chloé dans l'appartement qu'elle partage désormais avec Ronan, après que Chance lui ait avoué qu'il l'a trompé avec. Ronan intervient et les sépare.
Chance se fait arrêter pour possession de drogue : il avoue uniquement pour tente de desceller le réseau du trafic de drogue en prison. Il réussit à se procurer un sachet de drogue et demande à Heather de le garder. Par amour, elle accepte. Néanmoins, Ronan vole le sachet et constate que le sachet dans lequel est la drogue provient des locaux de la police. Le jour de sa libération, Chance manque de se faire tuer, ce qui lui fait penser qu'il s'approche de la vérité et qui rend Heather encore plus angoissée.
Heather convoque le procureur Pomerantz pour lui dire qu'elle a un sachet de drogue que Chance lui a donné. Mais Ronan réussit à la faire virer en contredisant ce qu'elle dit. Après ça, elle décide de ne plus lui faire confiance. Quelques jours plus tard, Chance piège Ronan et l'inspecteur Meeks, ce qui lui permet de comprendre qu'ils sont corrompus. Le 9 septembre 2010 (épisode diffusé en France le 25 mars 2014 sur TF1), Chance apprend qu'il va se rendre à un rendez-vous où il devrait enfin pouvoir arrêter les policiers corrompus. Heather le supplie de ne pas y aller parce qu'elle trouve ça trop dangereux. Elle lui fait une déclaration d'amour, Chance lui fait comprendre qu'il l'aime aussi mais qu'il ne renoncera pas pour autant. Heather se rend au Manoir Chancellor pour avertir son père et Nina, qui entend leur conversation. Ils finissent par avouer à Nina que Ronan n'est pas une policier corrompu mais un agent infiltré du FBI. Chloé, aussi présente leur apprend à tous que Ronan est le fils de Nina enlevé à la naissance. Paul réussit à localiser Chance avec son portable mais au moment où il arrive sur le lieu de rendez-vous avec Nina, Ronan tire sur Chance. Les urgentistes arrivent juste après et déclarent que Chance est mort. Heather et Chloé arrivent peu de temps après et se rendent compte de la tragédie qui vient de se produire.
Après la mort de Chance, Heather devient Procureur en intérim et remplace Pomerantz, le chef des policiers corrompus. Elle décide de se présenter aux élections afin de devenir le prochain Procureur. Victor lui propose de financer sa campagne et en échange, elle devra rouvrir le dossier d'Adam pour lui lorsqu'elle sera élue. Elle accepte. Cependant, son père se doute très vite que son mystérieux et généreux donateur n'est autre que Victor. Il l'avertit qu'elle prend de très gros risques en aidant Victor tout en se présentant aux élections. Elle l'aide notamment lorsqu'il refuse de donner ses livres de compte à la justice dans l'attaque que lui font ses filles Victoria et Abby. Elle sait qu'elle prend des risques et espère faire les bons choix mais malheureusement, William l'apprend en cherchant et décide de révéler l'indulgence judiciaire d'Heather envers Victor, son donateur dans Restless Style. Elle est contrainte d'arrêter sa campagne. De plus, le nouveau procureur la licencie.
Heather retrouve du travail grâce à Michael qui décide de l'embaucher. Ses rapports avec Ronan se sont détendus avec le temps et elle découvre qu'il est gravement malade sans que personne le sache. Elle constate que Ronan s'isole beaucoup des autres, alors elle lui fait du chantage ; s'il ne se rapproche pas de Nina, elle lui dit la vérité. Alors Ronan décide de se rapprocher de Nina et se rend au Manoir Chancellor pour fêter Thanksgiving avec sa mère et les Chancellor. Heather aussi est présente. Nina leur dit qu'ils feraient un beau couple s'ils étaient ensemble. Quelque temps plus tard en décembre 2010, Heather apprend que Ronan a besoin d'une greffe de foie. Ils se rencontrent au Jimmy's et en partant, il l'embrasse jusqu'au moment où Chloé les surprend et les attaque. Plus tard, Heather se rend chez lui avec des décorations de Noël afin de lui redonner le goût de vivre. Ils finissent par coucher ensemble.
Début janvier 2011, Heather parle à Nina de la maladie de Ronan, qui lui avait explicitement demandé de ne pas lui en parler. Au même moment, c'est aussi le début du procès de Pomerantz et de ses complices. Heather est assignée à comparaître en tant que témoin. Mais dans les rapports du procureur, Heather découvre la mention d'un témoin non identifié dans cette affaire. Elle souhaite savoir son identité mais comme on refuse de la lui dire, elle fait des recherches. Elle fait une copie de l'enregistrement du mouchard porté par Chance la nuit de sa mort et décide de le réécouter avec son père pour voir si elle n'a pas manqué quelque chose. C'est alors qu'il lui apprend que les balles tirées sur Chance sont des balles à blanc. Plus tard, elle apprend que les secouristes qui ont déclaré la mort de Chance ce soir-là sont faux en montrant leurs photos au secouriste recruteur. Alors, elle confronte Ronan en lui disant qu'elle pense que Chance est toujours vivant. Ronan est donc contraint de lui dire qu'il est vivant mais placé sous la protection des témoins, ce qui lui vaut d'être licencié sur-le-champ par Christine, de retour en ville. Nina fait le test pour voir si elle est compatible avec Ronan ; ils sont négatifs. Alors, Heather et elle voudraient qu'il contacte Chance afin que celui-ci passe le test aussi et éventuellement lui donner une partie de son foie pour lui sauver la vie. Mais Ronan refuse catégoriquement, et met fin à sa relation avec Heather par la même occasion. En février 2011, alors qu'elle, Paul, Nina et Ronan font du patin à glace, celui-ci s'écroule sur la glace. Il a besoin d'un nouveau foie d'urgence sinon il mourra. Christine annonce alors qu'elle en a parlé à Chance, qu'il a fait le test et qu'il est compatible et qu'il va être le donneur. Le 4 février, Christine fait en sorte que l'hôpital soit sécurisé pour Chance puisse y entrer incognito. Toute la famille Chancellor se réunit à l'hôpital, ainsi que Paul et Heather. Mais Chloé aussi débarque à l'hôpital après avoir entendu Jill et Katherine dire qu'elles y allaient. Heather essaye de lui barrer la route mais Chloé comprend qu'elle lui cache quelque chose. Alors elle lui dit la vérité. L'opération de Chance et celle de Ronan se passent bien mais juste après son opération, Ronan est transporté par hélicoptère vers un autre hôpital sous les ordres du FBI. Christine est elle-même choquée car elle n'était pas du tout au courant de ça. Après avoir passé un coup de fil à son contact, elle apprend aux autres que ce n'est pas le FBI qui a pris cette mesure mais Ronan lui-même qui a souhaité s'en aller sans rien dire à personne directement après son opération. Nina continue de croire en lui mais Chance et les autres se sentent trahi. Une fois de retour au manoir, Chance a une discussion avec Heather qui lui en veut profondément de lui avoir fait croire qu'il était mort. Ils se disputent mais s'embrassent après et finissent par coucher ensemble.
Quelque temps plus tard, le 15 mars, les Chancellor organisent une fête d'anniversaire surprise pour Chance avec la complicité d'Heather. Tout le monde est content jusqu'au moment où Chance leur annonce qu'il se pourrait qu'il retourne dans le programme de protection des témoins après le procès de Pomerantz. Et justement pendant la fête, le procureur vient annoncer à Chance que le procès commence là-même. Tout le monde se rend alors au tribunal. Heather s'absente pour aller chercher une boisson. Au moment de témoigner, Chance reçoit un message qui lui dit que s'il témoigne, sa petite amie (en parlant d'Heather) est morte. Alors, Chance fait semblant d'avoir une faiblesse afin d'obtenir quelques minutes de pause. Il dit à Paul, Christine, Nina et Phillip que les acolytes de Pomerantz ont enlevé Heather. Paul, paniqué, tente de garder son calme et constate que le message a été envoyé depuis le portable d'Heather. Aussi, il se fournit une image filmée par l'une des caméras derrière le tribunal sur laquelle on voit Heather se faire enlever. Quant à Christine, elle contacte le FBI afin qu'il localise son portable. Pendant ce temps, Heather est séquestrée dans une cabane rempli d'animaux empaillés, ligotée et les yeux bandés, par un truand associé à Pomerantz, Angelo Veneziano. Elle essaye de se libérer les mains discrètement mais Angelo le voit et les serre d'autant plus fort en la menaçant de la tuer si elle lui refait un coup pareil. Au tribunal, Paul incite Chance à aller au bout de sa démarche. Alors, quand le procès reprend, Chance va jusqu'au bout de son témoignage et de cette manière scelle les destins de Pomerantz et de Meeks. Owen lui dit qu'il a condamné Heather, fait signe discrètement au policier présent dans le tribunal qui contacte Angelo. À la fin de l'appel, Angelo dit à Heather que Chance a témoigné et qu'il a donc provoqué sa mort. Mais il lui dit qu'il ne la tuera pas, lui qui ne fait pas de mal aux femmes, que quelqu'un d'autre le fera et l'abandonne. Un agent du FBI retrouve le van qui a servi à enlever Heather près d'une route. Paul et Chance, qui a avoué à tout le monde qu'il était amoureux d'Heather, vont la chercher. Craignant que quelqu'un vienne la tuer, Heather essaye de se libérer de ses liens et réussit. Elle ne peut pas s'enfuir car la porte est verrouillée. Alors, elle tente d'allumer la cheminée avec une allumette en utilisant du pétrole pour attirer l'attention des routiers mais le feu est tellement fort que c'est la maison qui prend feu. Heather se fait intoxiquer et s'évanouit. Paul et Chance, sur la route, voient la cabane en train de brûler et décident d'aller voir. Chance entre vivement dans la cabane en feu et réussit à sauver Heather. Paul est soulagé. Chance réanime Heather et en attendant que les secours arrivent, il lui dit qu'il l'aime.
Après lui avoir fait sa déclaration, Chance propose à Heather d'aller dans le programme de protections des témoins avec lui. Heather se montre alors plus distante avec lui. Un jour, ils discutent et Heather lui avoue qu'elle ne l'aime pas assez pour laisser sa vie à Genoa derrière elle. Chance comprend, bien qu'il soit déçu. Quelque temps plus tard, en mai 2011, Chance informe sa mère qu'il s'est réengagé dans l'armée et part prochainement combattre au Moyen-Orient. Nina est dévastée et accuse Heather de l'avoir poussé à prendre cette décision après avoir rompu avec lui. Très vite, les Chancellor apprennent la nouvelle ainsi que Paul et Heather. Quand Nina lui dit ça, Heather se sent alors coupable mais Chance lui dit qu'elle n'a rien à se reprocher et que sa décision est mûrement réfléchi. Le jour du Mémorial Day, Katherine organise une grande réception pour le départ de Chance. Nina, Phillip, Jill et elle-même ont le cœur brisé de voir Chance les quitter une nouvelle fois mais lèvent fièrement le drapeau américain au moment où il part. Peu après, Heather s'en va à New York pour une affaire. Eden, de retour à Genoa, loue son appartement le temps de son absence.
En août 2011, Heather revient à Genoa. Alors qu'elle s'arrête au Gloworn pour boire un coup, Ronan (de retour aussi à Genoa pour enquêter sur le meurtre de Diane Jenkins) vient à sa table, tout sourire. Elle n'en revient pas et n'hésite pas à lui dire qu'il a déçu tout le monde, elle la première qui croyait en lui, et qu'il n'aurait jamais dû revenir. Depuis qu'elle est revenue, Heather souhaite travailler pour le bureau du procureur, comme avant son licenciement. Alors quand elle apprend qu'un assistant du procureur a démissionné, elle saisit l'occasion et demande au procureur de la réengager. Il accepte et fait d'elle son second. Cependant quand il apprend qu'Avery Clark (l'avocate de Sharon Newman accusée du meurtre de Skye Lockhart, femme d'Adam) a réussi à organiser un nouveau procès pour sa cliente, il nomme Heather procureur chargé de cette affaire. Sa première décision est de citer Adam à comparaître contre Sharon. Cependant, quelques jours plus tard, Ricky, diplômé d'une école de journalisme, revient à Genoa en tant que stagiaire d'Avery Clark. Il est chargé de vérifier les casiers judiciaires des 12 jurés sélectionnés par Avery pour le nouveau procès de Sharon. Paul est surpris de le voir mais tout de même ravi puisque cela fait un bon moment qu'ils ne se sont pas vu. Il veut absolument lui présenter sa demi-sœur Heather, qu'il ne connait pas vraiment finalement, mais Ricky est pressé et doit se rendre au tribunal. C'est alors qu'Heather et lui rencontrent au tribunal et qu'ils découvrent qu'ils seront adversaires dans l'affaire Sharon. Lors de la première audition de ce nouveau procès, Adam expose son infidélité avec Sam, affirme qu'elle a voulu abandonné ses enfants et dit qu'il ne sait pas si Sharon a tué Skye. Mais Avery le discrédite quand elle le fait lire devant la cour le compte rendu du témoignage qu'il a fait après la première arrestation de Sharon dans lequel il dit qu'elle n'aurait jamais pu tuer Skye et qu'elle n'était pas allée à Hawai dans ce but. Sentant que le procès débute mal pour lui, le procureur propose le jour-même une offre à Sharon : si elle plaide coupable, elle ne fera que 18 mois de prison. Sharon accepte au grand regret de Victor et Avery. Pour lui faire changer d'avis au dernier moment, Avery demande à Nick d'emmener Noah et Faith au tribunal lorsque Sharon rendra sa décision au juge. Sa stratégie se révèle payante puisqu'en voyant ses enfants, Sharon refuse la proposition du procureur. Elle ne veut pas reconnaître quelque chose qu'elle n'a pas fait. Mais très vite après le début de ce nouveau procès, les choses tournent mal pour Sharon et ses chances de sortir de prison deviennent de plus en plus minces. Se sentant coupable de ce qu'il a fait et étant toujours amoureux de Sharon, Adam pense à l'aider mais ne sait pas comment le faire.
Peu après, à la fin-octobre 2011, Chance revient à Genoa, travaillant secrètement avec Ronan sur l'affaire Colin Atkinson. Heather lui avoue qu'elle l'aime toujours et qu'elle souhaite reprendre leur relation mais Chance lui dit que ses sentiments ont changé et que tout est fini entre eux. Le cœur brisé, Heather se rend au bar de l'Athlétic Club et commence à boire. Là, Adam la voit et l'invite à boire avec lui en toute amitié. Très vite, Heather devient ivre et décide de rentrer. Mais Adam lui dit de ne pas prendre le volant et lui propose de monter dans sa chambre pour se reposer. Réticente au début, Heather finit par accepter. Pendant qu'elle s'absente aux toilettes, il appelle Ricky et lui demande de venir en urgence. Au retour d'Heather, Adam l'embrasse langoureusement devant la porte de sa chambre puis à l'intérieur pendant que Ricky prend des photos d'eux, dans l'intention de les vendre à Phyllis pour qu'elle l'engage. Il fait machine-arrière quand il comprend qu'elle ne l'engagera pas et les montre à Avery pour qu'elle puisse les utiliser et montrer qu'il y a un vice de procédure lors de la prochaine séance. En même temps, Adam fait comprendre à Heather qu'il s'est servi d'elle pour la discréditer et faire libérer Sharon. La veille de l'audition, Heather se confie à Ricky sur son histoire avec leur père. Celui-ci, qui a agi de la sorte surtout pour se venger de son père qui l'a délaissé pendant son enfance, réalise alors qu'Heather a elle aussi grandi loin de Paul. Il demande alors à Avery de ne pas les utiliser mais celle-ci lui annonce qu'il est trop tard étant donné qu'elles ont été ajoutées au dossier. Le lendemain, le 2 novembre 2011, avant le début de la séance, Heather, qui est maintenant au courant pour les photos, demande à Avery de ne pas s'en servir mais leur conversation est coupée par le juge qui annonce l'ouverture de la séance. Dès le début de la séance, Avery dit au juge qu'elle a un nouvel élément à lui montrer, élément qui pourrait remettre en cause le procès. Mais au moment où elle s'apprête à lui montrer les photos, Ronan & Phyllis débarquent en disant détenir la preuve de l'innocence de Sharon et apportent au juge la carte mémoire tant recherchée. En effet, Ronan l'a retrouvé dans la rivière sous le pont du parc après avoir fait dragué l'eau dans le cadre de l'enquête sur le meurtre de Diane et Phyllis qui rendait visite à Ronan au poste l'a reconnu. Après avoir entendu le dernier échange entre Sharon et Skye sur le volcan, le juge retire toutes les charges contre Sharon, y compris celle concernant son évasion considérant qu'elle l'a payé tout le temps qu'elle est restée en prison. Sharon n'en revient pas et est plus qu'heureuse. Elle remercie Phyllis en pleurs et celle-ci lui dit de se souvenir, à l'avenir, que c'est elle qui l'a sauvé et non Avery, tout en profitant pour prendre l'enveloppe contenant les photos d'Adam et Heather sans que personne la voit. Elle les poste en ligne tout de suite après. Pendant qu'ils dinent à l'Athlétic Club, Paul, Heather et Ricky sont approchés par un journaliste qui les interrompt et leur montre les photos. Paul est choqué, Heather a honte et Ricky est gêné. Folle furieuse, elle va voir Phyllis qui lui dit que c'est Ricky qui a pris les photos. Le lendemain, elle le confronte et il lui avoue tout. La carrière ruinée, elle décide de quitter Genoa définitivement le 4 novembre et de retourner vivre à New York avec sa mère, à la grande tristesse de Paul. Avant de partir, elle lui avoue que c'est Ricky qui a pris les photos.

### Dylan McAvoy, son demi-frère
Le 21 juin 2014, on apprend que Dylan est le fils de Paul.

### Retour à Genoa et décès
En juillet 2024, Heather et Daniel sont décidés à quitter Genoa pour partir vivre au Portugal. Ils sont à la recherche d’un nouveau départ et de nouvelles opportunités
En octobre 2024, Sharon en pleine crise de bipolarité tue Heather sous les ordres de "Cameron Kristen" qu'elle avais également assassiné quelque mois auparavant en état de légitime défense. Sharon tentera de faire accusé Daniel.